# Дюльферштрассе (станция метро)
«Дюльферштрассе» (нем. Dülferstraße) — станция Мюнхенского метрополитена, расположенная на линии  между станциями «Хазенбергль» и «Хартхоф». Станция находится на границе районов Фельдмохинг-Хазенбергль (нем. Feldmoching-Hasenbergl) и Мильбертсхофен-Ам Харт (нем. Milbertshofen-Am Hart).

## История
Открыта 20 ноября 1993 года в составе участка «Шайдплац» — «Дюльферштрассе». Станция названа, как и улица над ней, в честь альпиниста Ханса Дюльфера (нем. Hans Dülfer). Станция планировалась под названием «Нойхербергштрассе» (нем. Neuherbergstraße).

## Архитектура и оформление
Двухпролётная колонная станция мелкого заложения, планировалась и оформлялась архитекторами Петер Ланц и Йюрген Раух (нем. Peter Lanz und Jürgen Rauch). Путевые стены облицованы разноцветными стеклянными панелями различной ширины. Верхняя часть путевых стен и потолок облицованы белыми алюминиевыми листами. Два ряда ламп равномерно освещают платформу. Платформа выложена гранитными плитами. Имеет три выхода с платформы, восточный на улицу, а центральный и западный в общий вестибюль и из него на улицу или в примыкающий торговый центр «Mira». В западной части платформы расположен лифт, который идёт через вестибюль на улицу.

## Таблица времени прохождения первого и последнего поезда через станцию

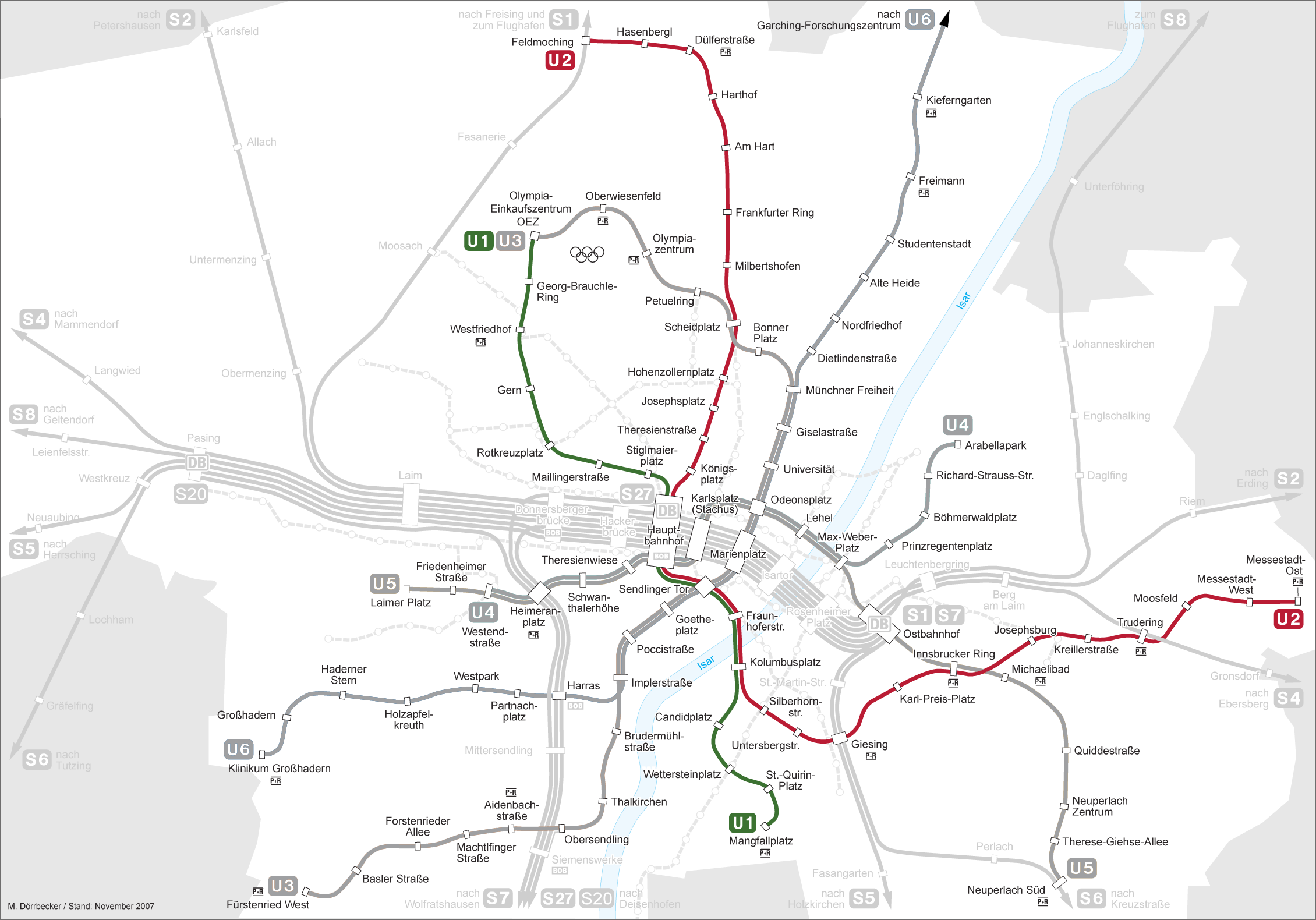
Сеть линий и мюнхенского метро

|                                 | Воскресенье — Четверг (ч:мм) | Пятница — Суббота (ч:мм) |
|                                 | первый                       |                          |
| последний                       |                              |                          |
| В сторону станции «Хазенбергль» | 4:50                         | 4:50                     |
| В сторону станции «Хазенбергль» | 1:35                         | 2:35                     |
| В сторону станции «Хартхоф»     | 4:11                         | 4:11                     |
| В сторону станции «Хартхоф»     | 0:56                         | 1:56                     |

## Пересадки
Проходят автобусы следующих линий: 60, 141 и ночные N41, N46.
| Предыдущая станция | Расстояние | Линия | Расстояние | Следующая станция |
| ------------------ | ---------- | ----- | ---------- | ----------------- |
| Хазенбергль        | 631 м      |       | 1112 м     | Хартхоф           |